# Josef Pretterer

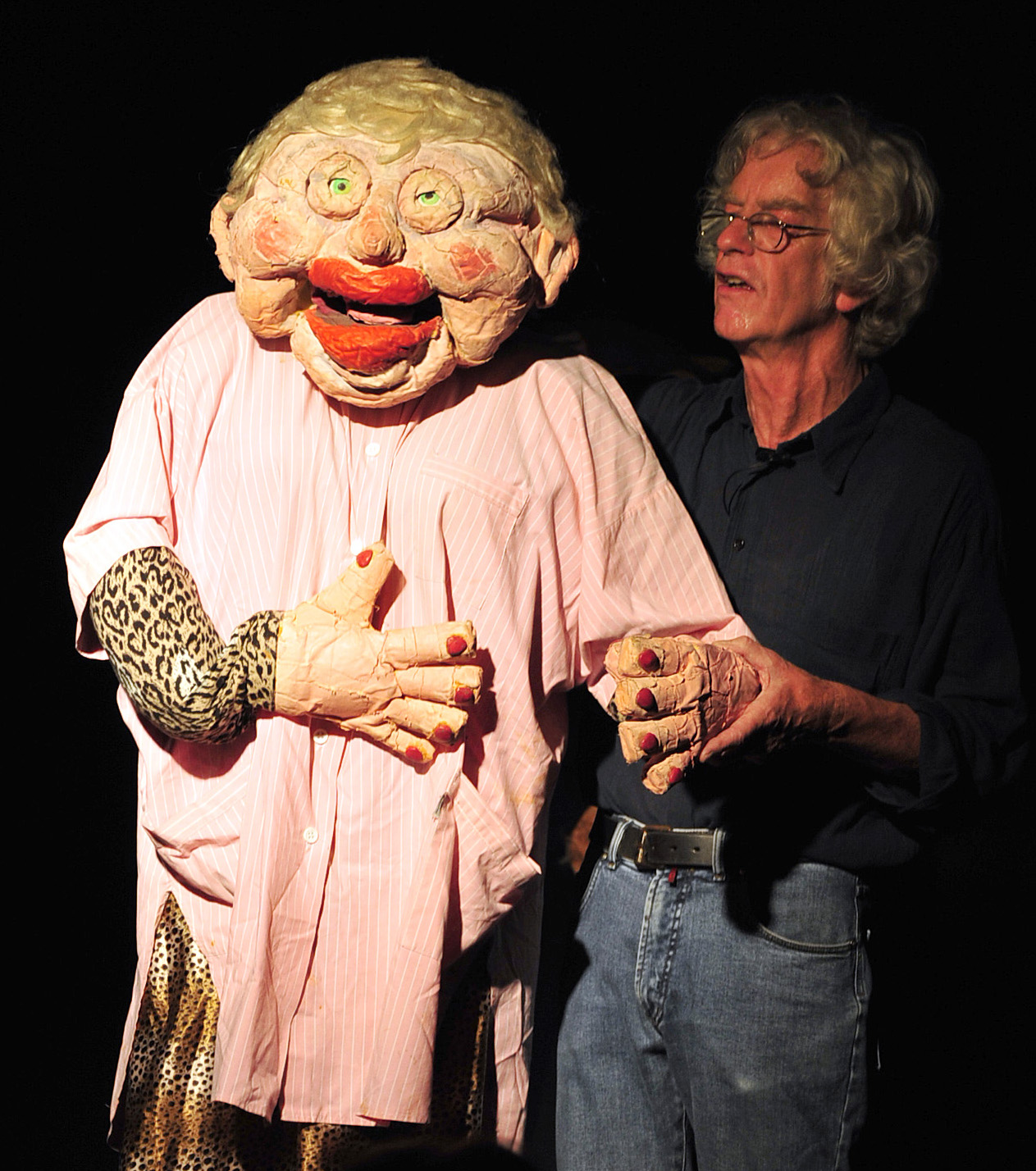
Josef Pretterer 2010

Josef Pretterer (* 1948 in der Nähe von Köln) ist ein deutscher Figurenspieler und Kabarettist.

## Werdegang
Josef Pretterer studierte nach Abschluss der Volksschule und einer Lehre zum Technischen Zeichner Illustration an der Fachhochschule für Kunst und Design in Köln. 1969 wurde er zum Meisterschüler ernannt.
Nach seinem Studium folgte ein Aufenthalt in Kolumbien als Gastdozent an der Akademie der Künste in Bogotá.
Zurück in Deutschland machte sich Josef Pretterer 1976 selbstständig und arbeitete an Trickfilmen und Bildergeschichten für die Fernsehsender WDR, NDR, BR und DW. Hier schuf er auch Geschöpfe für Sendungen wie „Sesamstraße“, „Die Sendung mit der Maus“, „Janosch“, „Traumstunde“ usw.
Als Illustrator arbeitete er  unter anderem für die Magazine Stern, Bunte, und Fernweh, sowie für Eltern/Kind-Zeitschriften z. B. Leben und Erziehen und Mobile. Er illustrierte auch etliche Bücher, Spiele und Zeitschriften für Kinder.
1984 fasste er seine Lust zum Reisen und seine Neugier auf andere Länder in dem Cartoon-Buch Mich brennt’s in meinen Reiseschuhen zusammen.
1992 entdeckte Pretterer für sich das Figurenspiel für Erwachsene und baute seine ersten Puppen. Mit ihnen trat er einige Jahre auf Messen und Veranstaltungen auf. Seine Programme werden von ihm in Theatern, Kleinkunstbühnen und auf Figurentheater-Festivals im gesamten deutschsprachigen Raum gespielt. Mittlerweile befinden sich in seinem „Ensemble“ über 50 Groß- und Kleinfiguren.

## Werke
- Mich brennt’s in meinen Reiseschuhen. DuMont-Verlag, Köln 1984, ISBN 3-7701-1630-5.
- Tante Kathis Tiere. Domino-Verlag Brinek, München 2005.
- Das Buch Josef. Moser-Verlag, München 2011, ISBN 978-3-9812344-8-0.

## Programme
- 1998: Herzversagen
- 2000: Schön krank
- 2003: Die Er-Schöpfung
- 2005: So ein Kreuz
- 2006: Sauber eing’schenkt
- 2008: Gen-ial
- 2012: Brennendes Herz
- 2018: Jubiläums Programm
- 2019: Die Erlösung

## Auszeichnungen
- 2001 „Ossi-Sölderer-Förderpreis“ der Mundartfreunde Bayerns (Friedl Brehm)